# Maria Lemmé

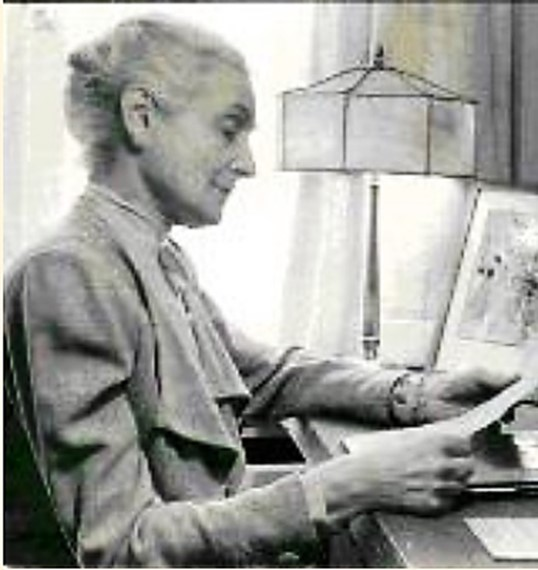
Maria Lemmé, vor 1942

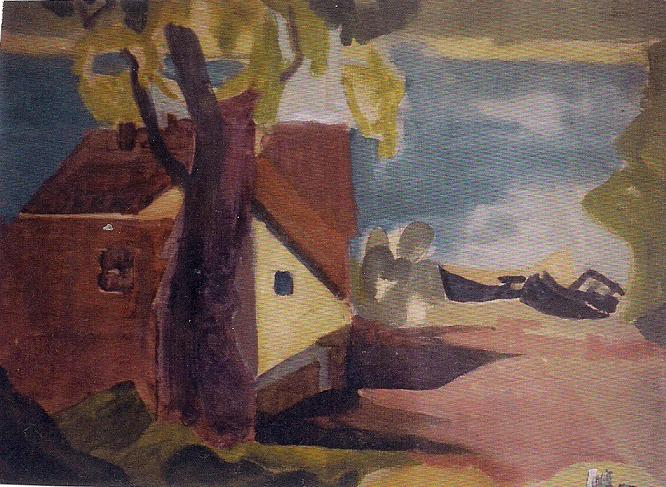
Ein Gemälde Maria Lemmés

Maria Lemmé (geb. Schwarzkopf, * 3. Oktober 1880 in Odessa; † 28. März 1943 in Theresienstadt) war eine böhmisch-österreichische Malerin, die dem Holocaust zum Opfer fiel.

## Leben

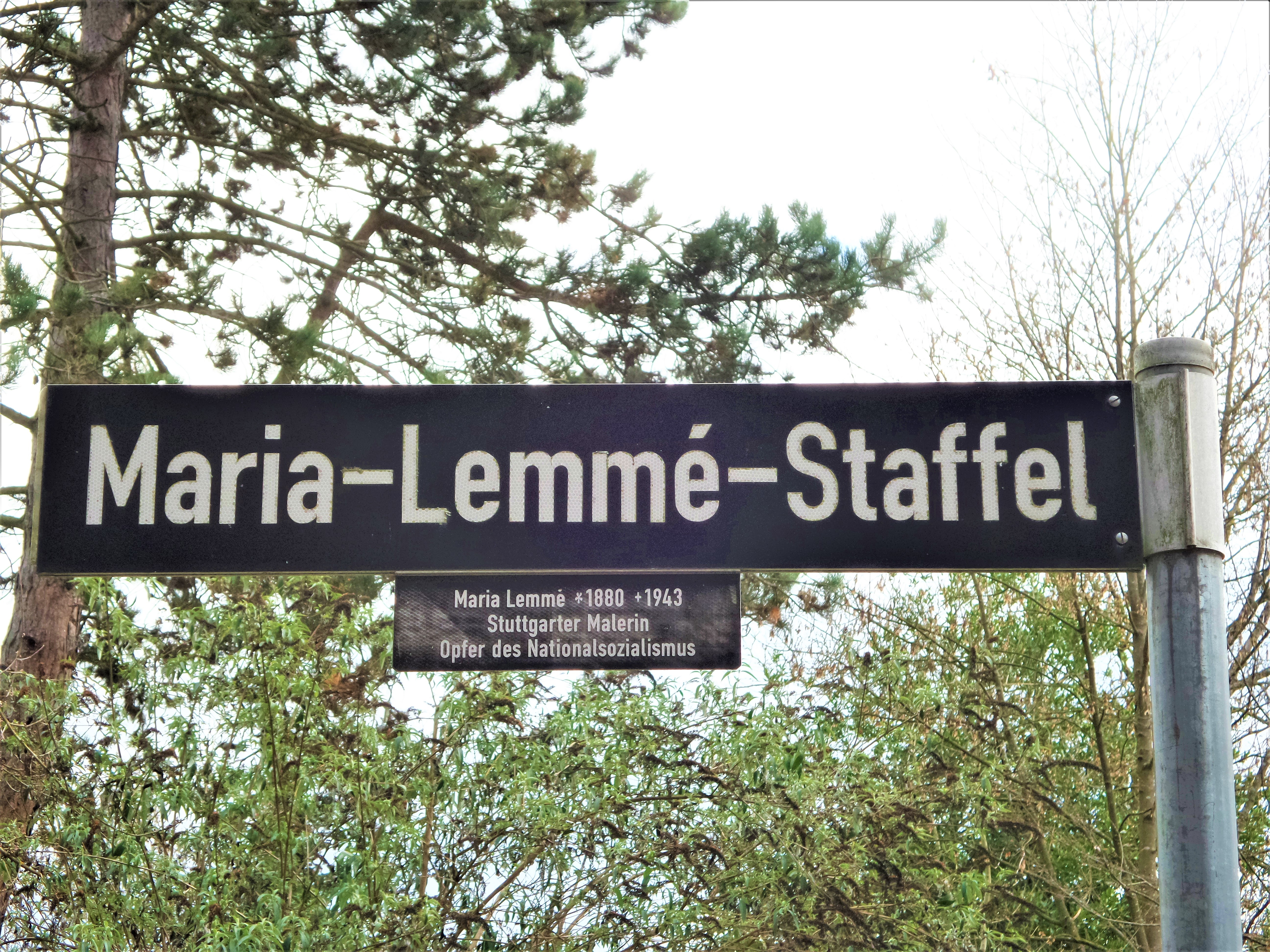
Maria-Lemmé-Staffel in Stuttgart

Maria Lemmé wurde als Maria Schwarzkopf geboren. Sie war das zweite der Kinder des kaiserlichen Rates Moritz Schwarzkopf und dessen Ehefrau Pauline, geb. Fürth. Ihr Bruder Bruno wurde 1878 geboren, ihre Schwester Olga, geheiratete Altmann, wurde 1882 geboren und starb 1911. we
Moritz Schwarzkopf (1849–1916) stammte aus einer jüdischen Familie in Beroun, er war unter anderem Konsul der Republik Panama in Odessa. Er starb am 2. Dezember 1916 und wurde in Wien auf dem Zentralfriedhof begraben. Mutter Pauline stammte aus einer jüdischen Familie in Schüttenhofen.

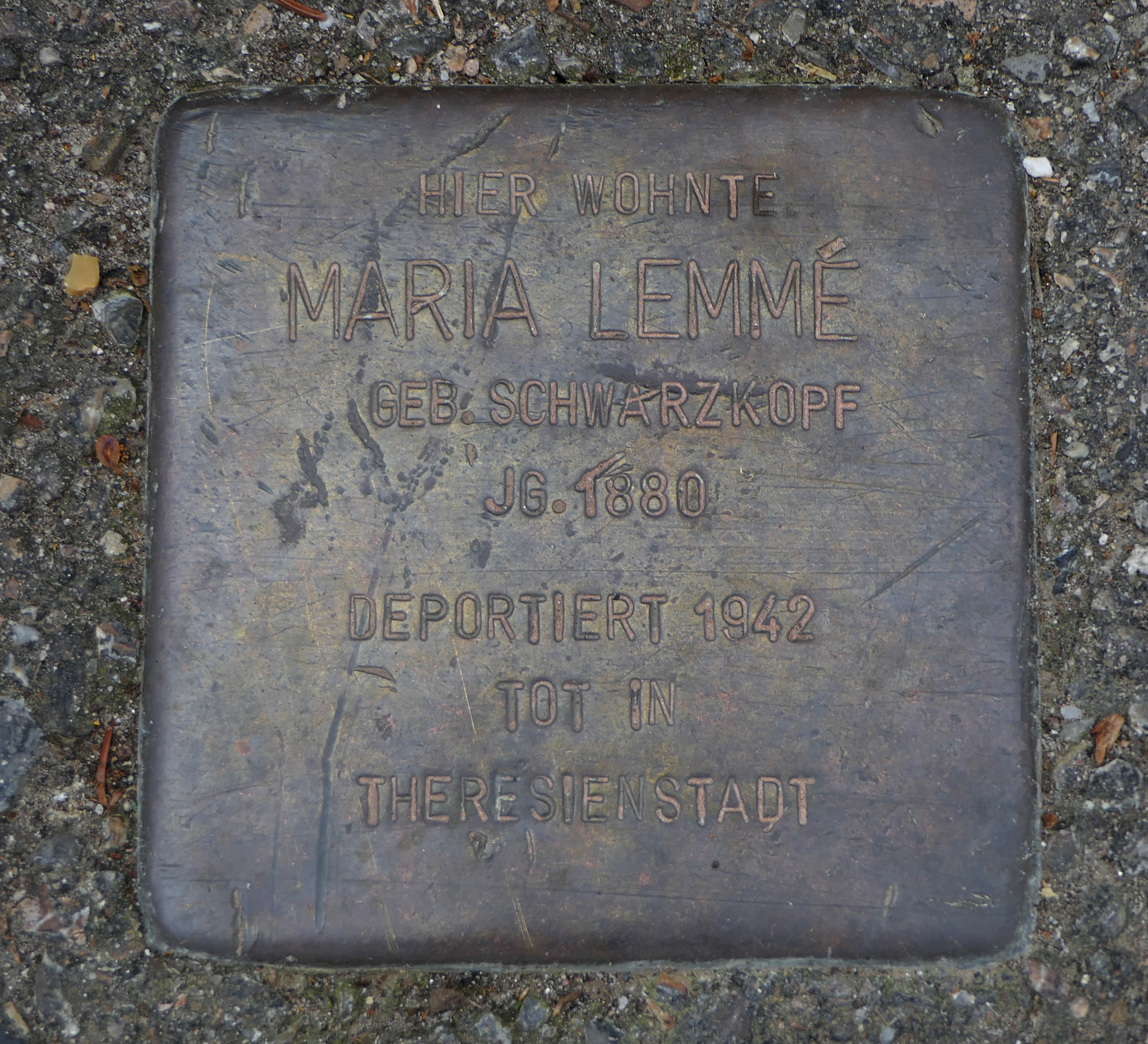
Stolperstein für Maria Lemmé in Stuttgart

Maria Schwarzkopf bekam schon als Kind Malunterricht. Sie heiratete im Jahr 1900 Karl Lemmé. Das Ehepaar lebte von 1914 bis 1918 in russischer Gefangenschaft in Sibirien. Danach zogen die beiden nach Stuttgart-Degerloch in die Panoramastraße, die später in Ahornstraße umbenannt wurde. Maria Lemmé studierte bei Adolf Hölzel und gab 1933, ein Jahr vor dessen Tod, unter dem Titel Gedanken und Lehren ein Buch über ihn heraus (dort mit dem Vornamen „Marie“). Im selben Jahr verstarb ihr Mann. 1942 wurde Maria Lemmé nach Theresienstadt deportiert. Als ihr offizielles Todesdatum wird der 28. März 1943 angegeben.
1987 wurde die Maria-Lemmé-Staffel in Stuttgart-Hoffeld nach der Künstlerin benannt, 2006 ein Stolperstein vor ihrem einstigen Wohnsitz in der Ahornstraße 52 verlegt. Viele Werke Maria Lemmés wurden von den Nationalsozialisten vernichtet. Margrit Timme plante 2013, die Biographie Maria Lemmés zu schreiben.

## Schriften
- Adolf Hölzel: Gedanken und Lehren. Zusammengestellt und mit einer biographischen Einleitung herausgegeben von Marie Lemmé. Stuttgart; Berlin: Deutsche Verlagsanstalt, 1933